# Euryproctus caucasiator
Euryproctus caucasiator là một loài tò vò trong họ Ichneumonidae.